# Ясеново (Бургаська область)
Я́сеново (болг. Ясеново) — село в Бургаській області Болгарії. Входить до складу общини Руєн.

## Населення
За даними перепису населення 2011 року у селі проживали 468 осіб.
Національний склад населення села:
| Національність   | Кількість осіб | Відсоток |
| ---------------- | -------------- | -------- |
| турки            | 294            | 97,4%    |
| болгари          | 7              | 2,3%     |
| цигани           | 0              | 0%       |
| Всього відповіли | 302            |          |

Розподіл населення за віком у 2011 році:
Динаміка населення: